# 安杰拉·阿尔坎杰利
安杰拉·阿尔坎杰利（義大利語：Angela Arcangeli，1971年4月12日—），意大利前女子篮球运动员。她曾代表意大利国家队参加1992年夏季奥林匹克运动会篮球比赛，结果获得第八名。